# 尼克旺市镇
59°10′N 17°26′E / 59.167°N 17.433°E
尼克旺市鎮（瑞典語：Nykvarns kommun）是瑞典中東部斯德哥爾摩省的一個市鎮。其治所位於尼克旺鎮。尼克旺是一個年輕的市鎮，它是在1999年從南泰利耶市鎮中劃分出來的。

## 外部鏈接
- 官方网站 （瑞典文）